# Roger Kervyn de Marcke ten Driessche
Pour les articles homonymes, voir Kervyn.
Roger Kervyn de Marcke ten Driessche (Gand, 18 avril 1896 –  Louvain, 29 novembre 1965) est un écrivain belge d’expression française.

## Écrivain catholique
Roger Kervyn était un chrétien convaincu dont la piété inspira Mon chemin de la Croix et Les VII Douleurs d'Oostacker, mais aussi une œuvre plus souriante : Félicitations au nouveau curé de Saint-Onuphre.
Il collabora avec l'abbé Jules Jacques (1897-1977) dans deux ouvrages : L'Humour chez les saints et Saint Michel et le dragon.

## Traducteur
Roger Kervyn a notamment traduit du néerlandais des œuvres d’Ernest Claes, de Félix Timmermans et de Gerard Walschap.

## Œuvres
- 1923 – Les Fables de Pitje Schramouille (en patois bruxellois) (rééd. 2000)[3]
- 1936 – Kermesse à Sainte-Croix
- 1939 – Mon chemin de la croix
- 1939 – L'Humour chez les saints (avec Jules Jacques)
- 1942 – L'hippocampe couronné
- 1945 – Saint Michel et le dragon (avec Jules Jacques)
- 1946 – Bruxelles notre village
- 1951 – Les Noms de rues à Bruxelles, leur histoire, leur signification, leur sort (avec Aimé Bernaerts)
- 1954 – Vingt-quatre triolets
- 1956 – Les VII Douleurs d'Oostacker
- 1959 – Félicitations au nouveau curé de Saint-Onuphre
- 1961 – Le Péché d'écrire
- 1965 – Ténias
- 1969 – Journal de bord (poèmes)